# Diocesi di Rodopoli
La diocesi di Rodopoli (in latino Dioecesis Rhodopolitana) è una sede soppressa e sede titolare della Chiesa cattolica.

## Storia
Rodopoli, identificabile con Vartsikhe nella municipalità di Bagdati in Georgia, è un'antica sede vescovile della regione della Lazica (Colchide), suffraganea dell'arcidiocesi di Fasi.
La diocesi è documentata solo nelle prime 4 Notitiae Episcopatuum conosciute del patriarcato di Costantinopoli databili a prima del X secolo. Nessun vescovo di Rodopoli è documentato nelle assisi conciliari del primo millennio cristiano. A questa sede viene assegnato, con il beneficio del dubbio, un solo vescovo, Giovanni, il cui sigillo è datato al X o XI secolo.
Dal 1933 Rodopoli è annoverata tra le sedi vescovili titolari della Chiesa cattolica; la sede vacante dal 24 novembre 1969.

## Cronotassi

### Vescovi greci
- Giovanni ? † (X/XI secolo)

### Vescovi titolari
- Joseph-Alphonse Baud, M.S.F.S. † (23 dicembre 1941 - 22 marzo 1947 succeduto vescovo di Vizagapatam)
- Alden John Bell † (11 aprile 1956 - 30 marzo 1962 nominato vescovo di Sacramento)
- José Gonçalves da Costa, C.SS.R. † (25 giugno 1962 - 24 novembre 1969 nominato vescovo di Presidente Prudente)